# Соняшник верболистий
Соняшник верболистий (Helianthus salicifolius) — вид квіткових рослин з родини айстрових (Asteraceae).

## Біоморфологічна характеристика
Багаторічник 150–250+ см заввишки (кореневищний). Стебла (зелені чи пурпуруваті) прямовисні, голі (сизуваті). Листки стеблові; чергуються; листкові ніжки сидячі чи майже так; листкові пластинки від лінійних до ланцетоподібних, 8–21 × 0.2–1.2 см, краї від злегка зубчастих до майже цільних (плоскі); абаксіально майже голі, із залозистими крапками. Квіткових голів 6–15+. Променеві квітки 10–20; пластинки 28–35 мм (верхівки часто роздвоєні). Дискові квітки 50+; віночки 5.5–6 мм, частки червонуваті; пиляки темні. Ципсели 4–6 мм, голі. 2n = 34. Цвітіння: пізнє літо — осінь

## Умови зростання
США (Канзас, Міссурі, Небраска, Оклахома, Техас); інтродукований до Німеччини, Польщі, України. Населяє вапнякові прерії; 100–300 метрів.

## Значущість
Helianthus salicifolius є третинним диким родичем культивованого соняшнику H. annuus і вже використовувався в селекції рослин для надання соняшнику високої концентрації сирого білка в листі. Він також належить до другої групи таксонів топінамбура H. tuberosus і культивується як декоративний. Крім того, рід Helianthus приваблює велику кількість місцевих бджіл.